# Arcfox
Arcfox — китайский производитель электромобилей, базирующийся в Пекине и действующий с 2017 года. Принадлежит компании BAIC.

## История
В 2017 году компания BAIC решила создать новый бренд. Первым автомобилем компании стал микролитражный Lite премиум-класса.
В марте 2019 года на Женевском автосалоне состоялась мировая премьера бренда Arcfox в Европе, где были выражены цели развития деятельности китайского бренда даже на европейском континенте.
Концептуальные автомобили, представленные в Европе под брендом Arcfox, полностью отличались от модели Lite. Первым автомобилем был прототип внедорожника ECF, стилистическим оформлением которого занимался дизайнер Вальтер де Сильва, известный своей работой в Volkswagen Group.
Вторым автомобилем стал суперкар GT в единственной комплектации Race Edition.

## Продажи в Китае
В декабре 2017 года, в первый месяц продаж, в Китае было продано 472 автомобиля марки Arcfox. В 2018 году их стало в общей сложности 588, а в 2019 году — 599. После продажи 721 автомобиля в 2020 году, в 2021 году было продано 6009 автомобилей.
| Год                                  |  |  | Продано |  |
| ------------------------------------ |  |  | ------- |  |
| 2017                                 |  |  | 472     |  |
| 2018                                 |  |  | 588     |  |
| 2019                                 |  |  | 599     |  |
| 2020                                 |  |  | 721     |  |
| 2021                                 |  |  | 6009    |  |
| Данные о продажах в Китае, источник: |  |  |         |  |

## Модельный ряд

### Выпускаемые автомобили
- Arcfox Lite (2017—2020) — городской автомобиль
- Arcfox α-T (2020 — настоящее время) — среднеразмерный SUV
- Arcfox α-S (2021 — настоящее время) — представительский седан
- Arcfox Kaola — минивэн
- Arcfox αS5 — компактный представительский автомобиль
- Arcfox T5 — компактный SUV
- Arcfox GT (прототип) — суперкар

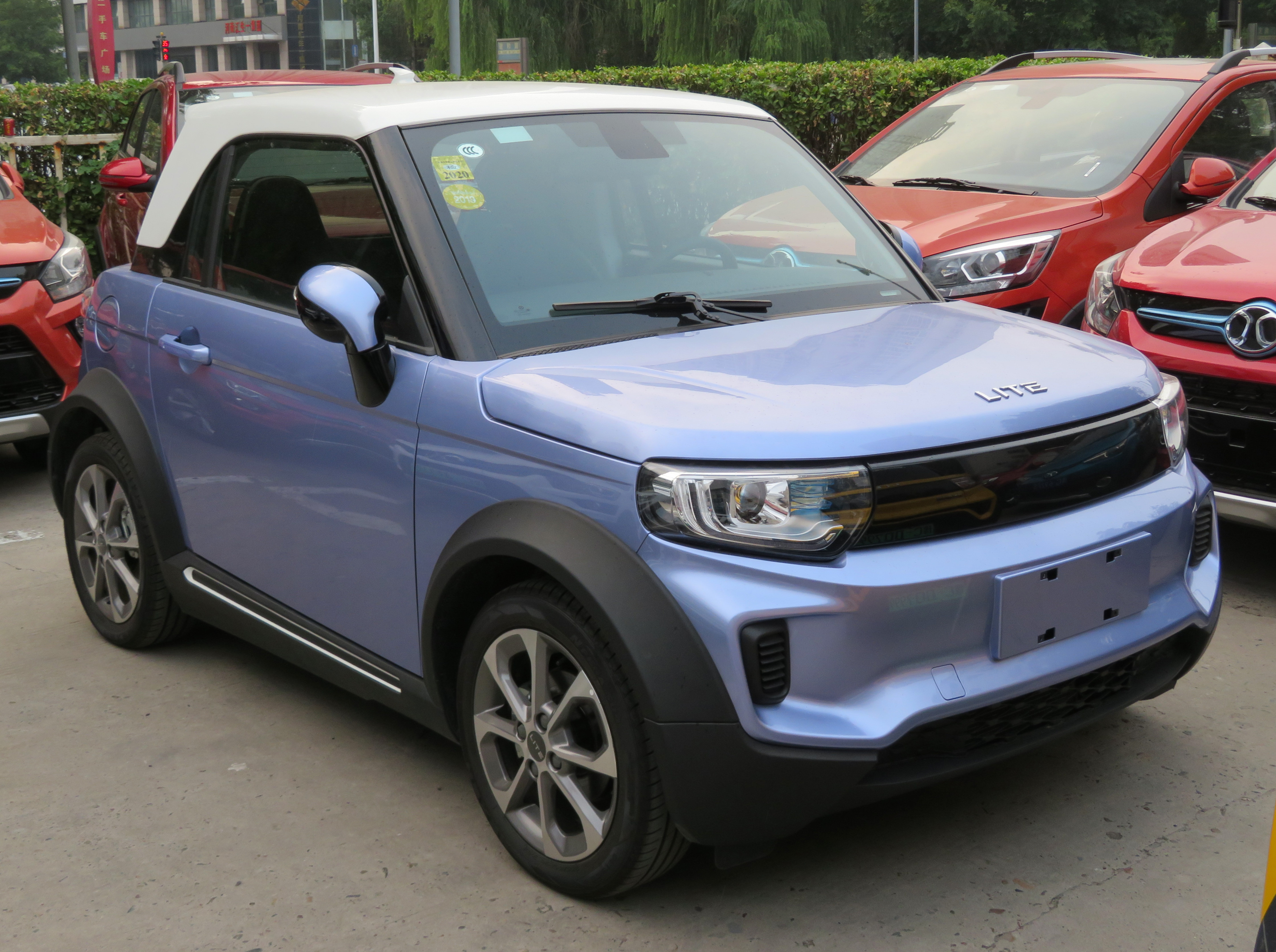
Arcfox Lite
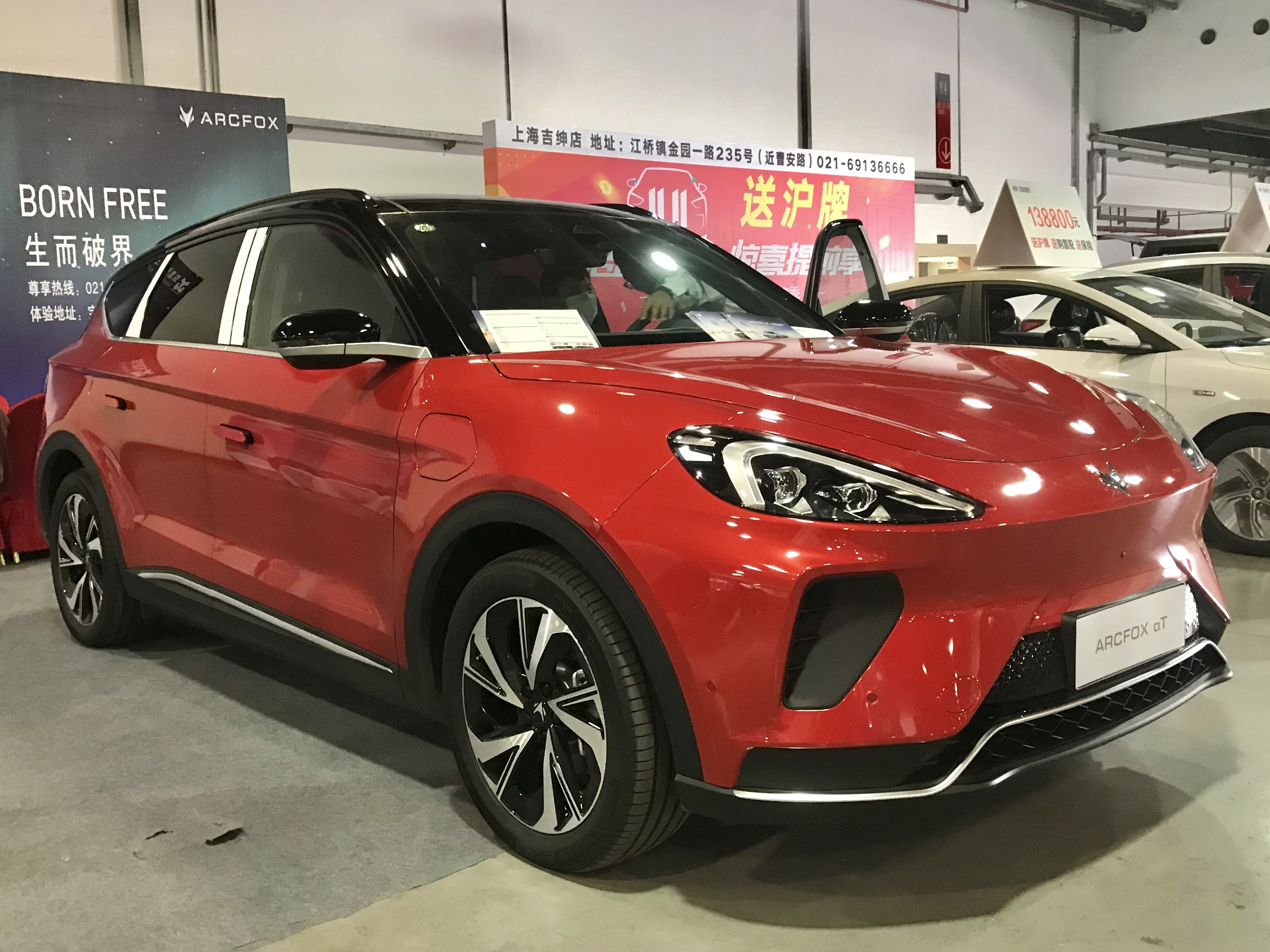
Arcfox α-T
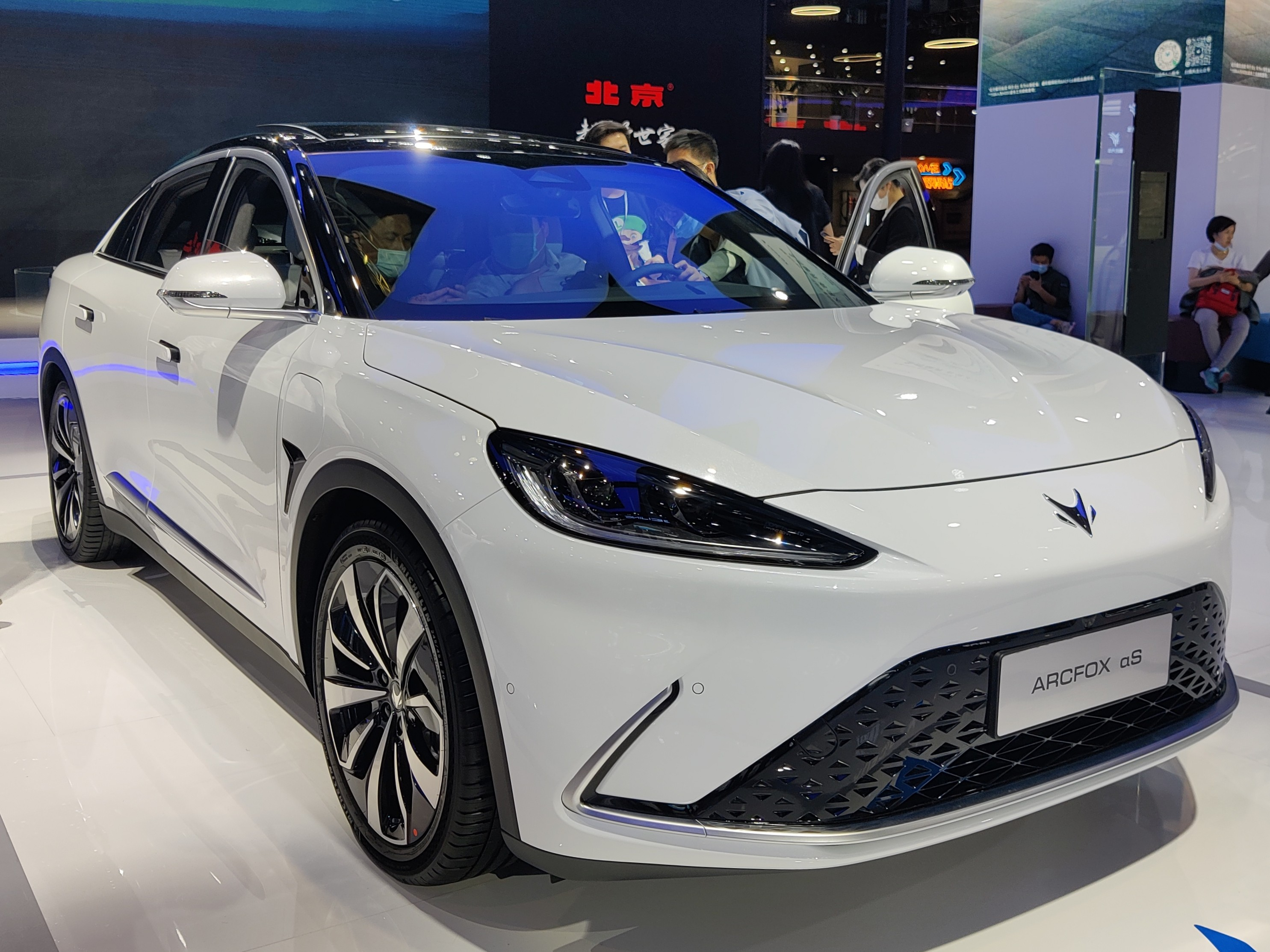
Arcfox α-S
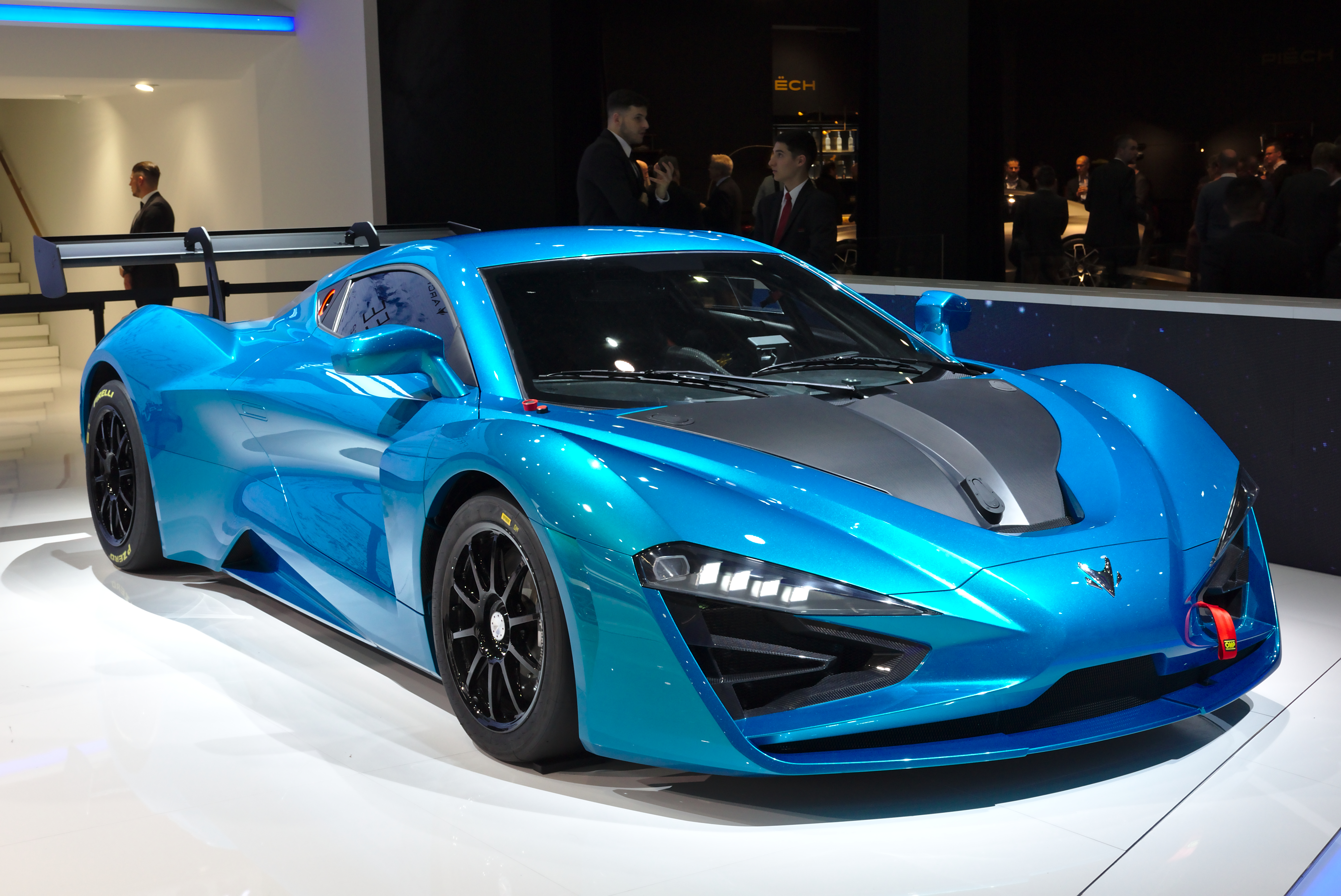
Arcfox GT
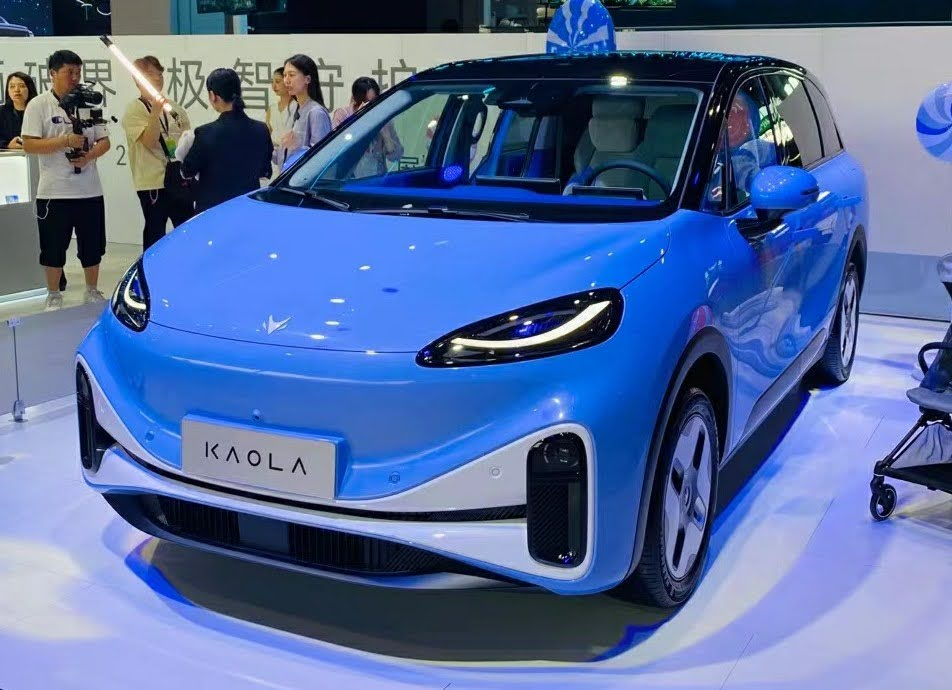
Arcfox Kaola

### Концепт-кары

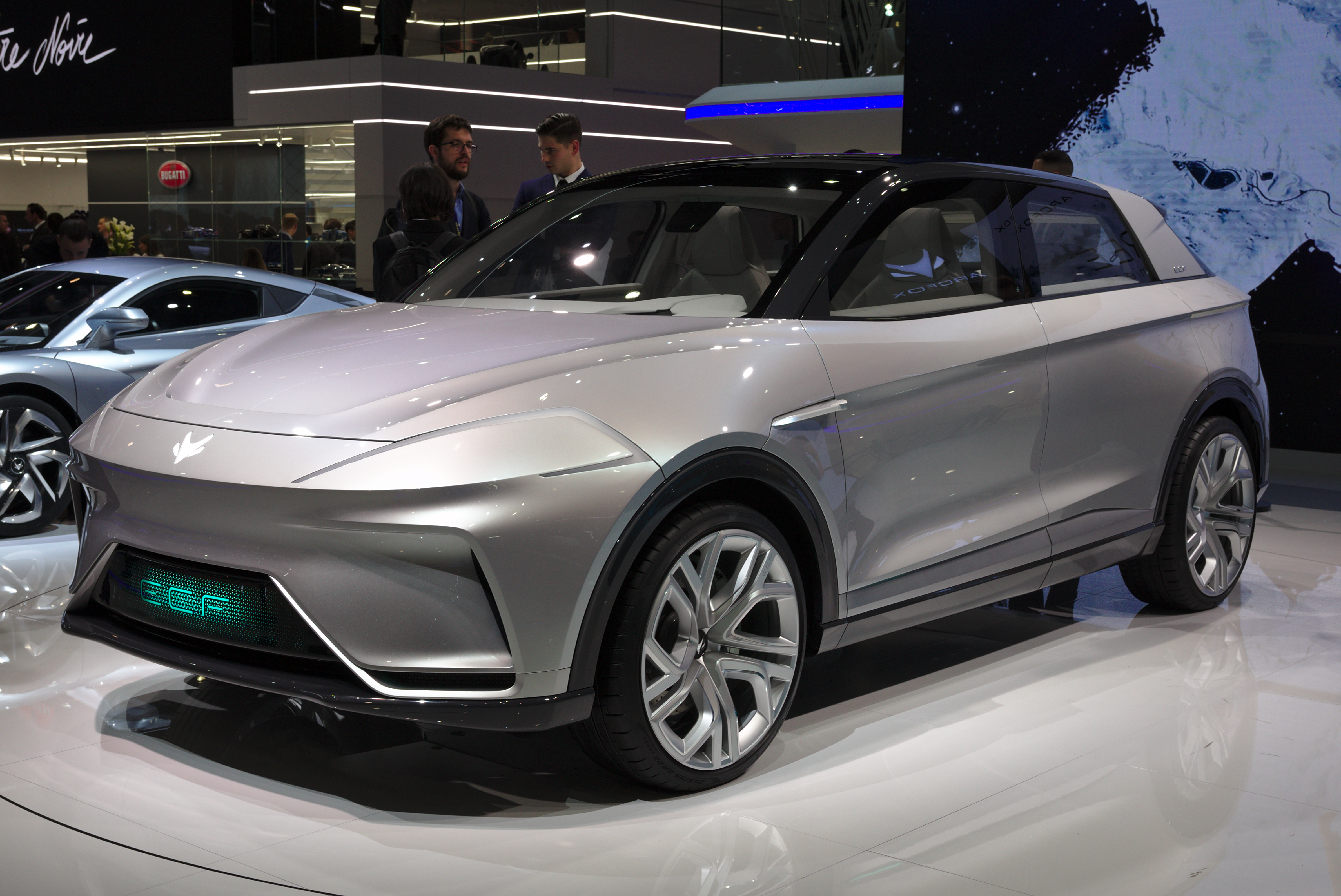
Arcfox ECF

- Arcfox ECF